# Boddin (Walkendorf)
Boddin ist ein Ortsteil der Gemeinde Walkendorf im Osten des Landkreises Rostock in Mecklenburg-Vorpommern (Deutschland).

## Geografie
Boddin liegt in leicht hügeligem Gebiet südwestlich der Kleinstadt Gnoien – großräumiger gesehen nördlich der Mecklenburgischen Schweiz und südöstlich von Rostock. Nahe Boddin entspringt die Peene, nach Norden entwässert die Warbel, ein kleiner Nebenfluss der Trebel, das bis zu 40 Meter über NN liegende Gebiet.
Zu Boddin gehören die Ortsteile Alt Vorwerk, Groß Lunow, Holz Lübchin, Klein Lunow, Neu Boddin und Neu Vorwerk.

## Geschichte
1288 taucht der Name des Kirchdorfes Boddin im Zusammenhang mit der Weihe der örtlichen Kirche erstmals in einer Urkunde auf. Neu Boddin, der jüngste Ortsteil ist eine Aufsiedlung des frühen 19. Jahrhunderts.
Am 1. Januar 1951 wurden die bisher eigenständigen Gemeinden Alt Vorwerk und Groß Lunow eingegliedert. Mit Wirkung zum 26. Mai 2019 wurde Boddin in die westlich angrenzende Nachbargemeinde Walkendorf eingemeindet. Letzte Bürgermeisterin war Elfi Schröder.

## Sehenswürdigkeiten
- Kirche Boddin: frühgotischer Bau von 1288 (Weihe) mit eingezogenem Chor aus Feldstein mit Kreuzrippengewölbe und dem etwas späterem flachgedecktem, einschiffigem Langhaus aus Backstein; dazwischen ein Triumphbogen. Der Westturm von 1914/15 hat eine hölzerne Laterne. Innen die um 1980 entdeckten Malereien aus dem 14. Jahrhundert und eine Friedrich Friese III – Orgel von 1871.
- In der alten Schule wurde ein Heimatmuseum eingerichtet.
- Gutshaus Boddin: Im 18. Jahrhundert errichtet, im 2. Viertel des 19. Jahrhunderts aufgestockt. Heute Gemeindebüro, Kindertagesstätte und Jugendclub.
- Gutshaus Groß Lunow: 1237 erwähnt, von 1309 bis 1647 im Besitz derer von Levetzow, ab 1652 Hartwig von Wackerbarth, zuletzt Achatz von Wackerbarth († 1711), danach wechselnde Besitzer, darunter erneut die von Levetzow, dann von Hobe, von Lowtzow und von Bolte. Christoph und Catharina von Müller, geb. Löppel aus Kägsdorf an der Ostsee erwarben im Jahre 1802 das Gut. Auf mittelalterlichen Grundmauern neuere dreiteilige Bauten, zuletzt spätklassizistisch um 1884. Das Gutshaus, nach der Wende privatisiert, verkam während des jahrelangen Leerstandes zur Ruine. Empfohlen für ein Notsicherungsprogramm.[3]
- Gutshaus Alt Vorwerk: Zweigeschossiger, 9 bzw. 11-achsiges Putzbau von 1861 mit Mittelrisalit, Sockel- und Mezzaningeschoss nach Plänen von Heinrich Thormann für die von Oertzen. (Vor deren Erwerb 1826 gehörte es den von Brützkow und von Ferber).[4]
- Zwillingswindmühlen als Erd- bzw. Galerieholländermühle nahe Neu Vorwerk.[5]

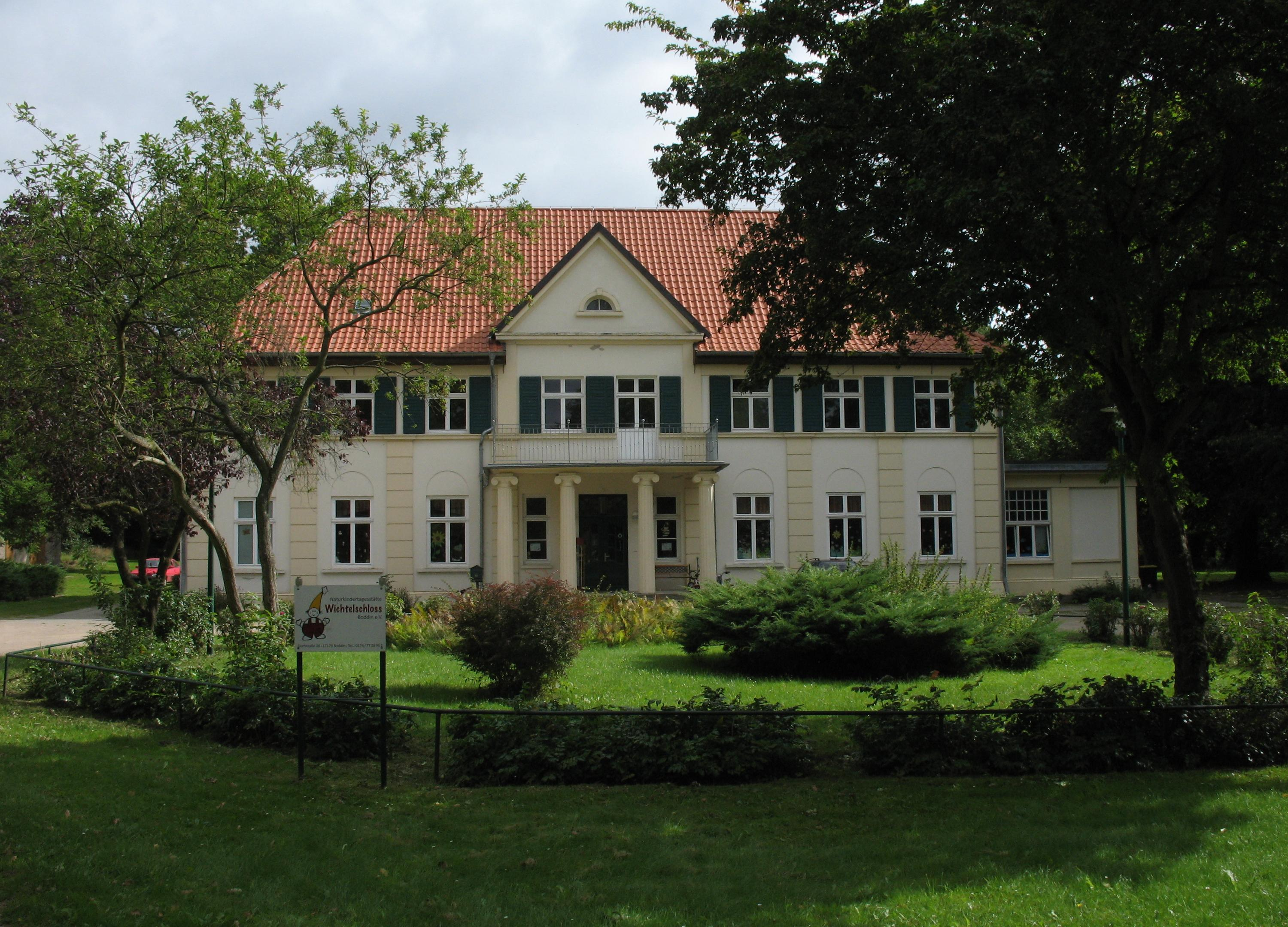
Gutshaus in Boddin
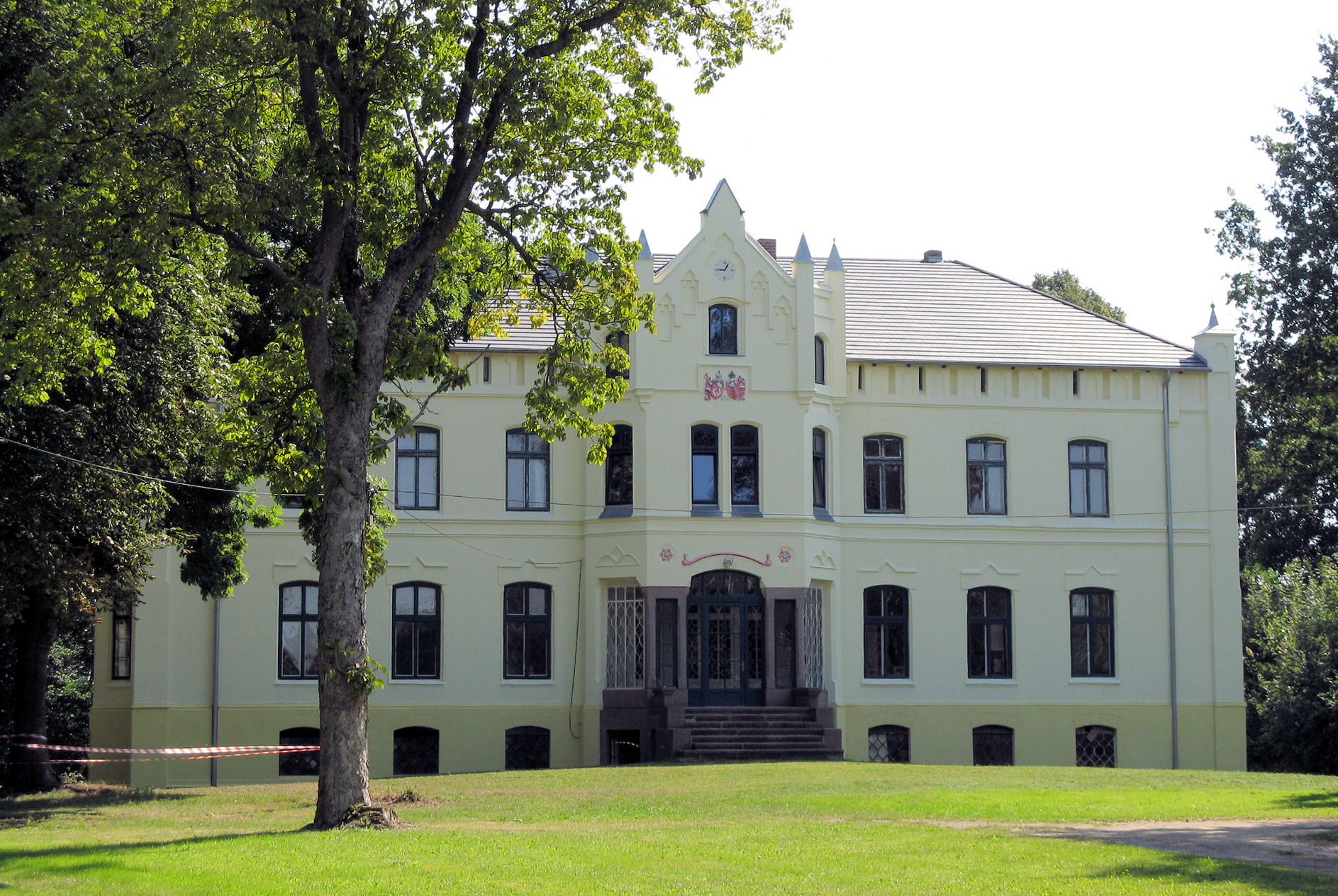
Gutshaus in Alt Vorwerk
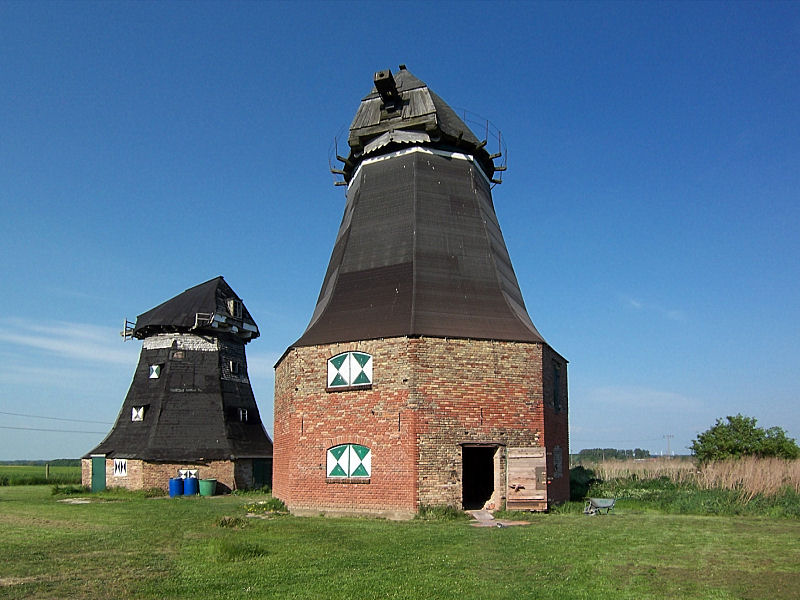
Zwillingswindmühlen bei Neu Vorwerk

## Wirtschaft und Infrastruktur
Die Umgebung Boddins wird von der Landwirtschaft geprägt.

### Verkehrsanbindung
Nahe Boddin führt die Verbindungsstraße von Gnoien nach Teterow vorbei, diese beiden Städte liegen an den Bundesstraßen (110 und 104). Die Bundesautobahn 20 ist rund 15 Kilometer entfernt (Anschlussstelle Tessin). Die nächsten Bahnhöfe liegen in über 20 Kilometern Entfernung in Teterow an der Strecke Güstrow–Neubrandenburg, in Tessin an der Strecke Rostock–Tessin und in Demmin an der Nordbahn.

## Persönlichkeiten
- Adam Otto von Viereck (* 1634 in Boddin; † 1717 in Wattmannshagen), mecklenburg-güstrowscher Kammerpräsident und preußischer Gesandter in Kopenhagen
- Friedrich Tiburtius (* 1784 in Boddin; † 1836 in Lübeck), Pädagoge
- Georg Mau (* 1880 in Boddin; † 1967 in Schongau), Klassischer Philologe und Gymnasiallehrer